# 光岡・ドゥーラ
ドゥーラ (Dore) は、光岡自動車がフォード・マスタングを改造して販売していたクラシックカー風オープンカーである。

## 概要
ラ・セードに先駆けて1991年に発売されたオリジナルカーで、古きよきアメリカの大型スポーツカーをモチーフに作られた。
メカニズム面はベースとなった1979年型のマスタングからほぼそのまま受け継いでいる。エンジンはフォード製の5.0 L V型8気筒OHVを搭載し、トランスミッションはATのみが組み合わせられる。
外装はフロント、リアとも大きく延長され、全長、全幅、ホイールベースも拡大されている。インテリアは本革シートやエアコンを備える4人乗りで、500台限定で販売された。